# Waboba
Waboba är ett bollspel som spelas i knä- till midjehögt vatten. Bollen, som består av en polyetenkärna omgiven av ett tunt flytmaterial och ett ytterlager av lycra, är utformad för att studsa på vattenytan. 
Spelidén är att passa bollen (med studs) mellan spelarna i det egna laget tills varje spelare i laget kunnat ta emot en passning utan att kedjan av passningar brutits av motståndarlaget. Så fort motståndarlaget tagit bollen gäller det att försöka bryta deras passningar. Tackling är tillåten utom mot bollhållaren. Första lag som klarar att passa laget runt tre gånger vinner spelet. 
Spelet är mycket fysiskt krävande och de flesta[källa behövs] som köper en wabobaboll använder den som ett kul tidsfördriv på stranden, ungefär som att kasta frisbee till varandra.
Bollen och spelet är uppfunnet av en svensk, Jan von Heland, född 1953.